# Шапаренко Павло Пилипович
Шапаренко Павло Пилипович  (* 10 вересня 1931, — † 22 лютого 2008) — український медик і педагог, доктор медичних наук, професор кафедри анатомії Вінницького національного медичного університету імені М. І. Пирогова.

## Життєпис
Народився в сім'ї колгоспників у селі Кіндратівка Хотінського району Сумської області. У 1951 році закінчив «на відмінно» Сумську фельдшерську школу та вступив без іспитів до Вінницького медичного інституту. У 1957 році після завершення навчання в інституті залишений там в аспірантурі на кафедрі нормальної анатомії. Там же захистив кандидатську дисертацію «Матеріали до анатомії плечового суглоба людини». З 1960 року асистент кафедри анатомії, з 1980 — доцент, а з 1990 по 2007 рік — завідувач кафедри.
У 1990 році захистив докторську на тему «Закономірності пропорційного формоутворення частин тіла людини в постнатальному онтогенезі».
За час роботи він став автором понад 200 праць, зокрема 4 монографій та 10 методичних посібників.
Обирався академіком Міжнародної академії інтегративної антропології, членом координативної ради Міжнародної асоціації морфологів країн СНД, головою обласного товариства морфологів та членом редколегії наукового журналу «Вісник морфології».
З 1997 року наказом МОЗ України призначений відповідальним секретарем наглядової ради Національного музею-садиба М. І. Пирогова.
Як педагог керував захистом 2 докторських та 6 кандидатських дисертацій.